# Site archéologique des Couvents-de-Château-Richer
Le site archéologique des Couvents-de-Château-Richer est un site archéologique localisé à Château-Richer au Québec.
Le lieu comprend les vestiges d'un moulin à vent construit milieu du 17e siècle, ainsi que ceux de deux bâtiments : un couvent d'enseignement de jeunes filles érigé entre 1694 et 1697 et une école, achevée en 1830 sur le même terrain grâce aux matériaux du couvent.
L'ensemble est situé sur le site du vieux couvent de Château-Richer construit au début du 20e siècle et qui est donc la troisième école à cet emplacement.
Le site est classé site patrimonial depuis 2015.